# الطوف (حجة)
الطوف هي إحدى قرى الجمهورية اليمنية. وهي تتبع جغرافيًا لمحافظة حجة. وإداريًا لمديرية قفل شمر. يبلغ تعداد سكانها 1421 نسمة حسب الإحصاء الذي جرى عام 2004.